# 滇藏方枝柏
滇藏方枝柏（学名：Sabina wallichiana）是柏科圆柏属的植物。分布于锡金、不丹、尼泊尔、印度以及中国大陆的云南、西藏等地，生长于海拔3,000米至4,800米的地区，见于杜鹃灌丛中、冷杉林下和林中，目前尚未由人工引种栽培。

## 别名
喜马拉雅圆柏（中国树木分类学），小果方枝柏（中国高等植物图鉴）